# پرویز شاپور
پرویز شاپور (۵ خرداد ۱۳۰۲ – ۱۵ مرداد ۱۳۷۸) نویسنده ایرانی بود. شهرت او به‌دلیل نگارش «کاریکلماتور»، نوشته‌های کوتاه (اغلب تک‌خطی)، است که سبکی شاعرانه و طنزآمیز دارند. او علاوه بر آفرینش «کاریکلماتور»، در طراحی سیاه‌قلم نیز فعالیت داشت. او فعالیتش را در دههٔ ۳۰ زندگی آغاز کرد و در ۴۶ سال بعدی آثار کم‌حجم ولی پرمحتوایی برجای گذاشت. آثارش در ۱۲ جلد منتشر شده‌اند.

## زندگی‌نامه

### سالهای آغازین
تحصیلات شاپور در رشته اقتصاد بود و به استخدام وزارت دارایی درآمد.

### ازدواج با فروغ فرخزاد و جدایی از وی
پرویز در سال ۱۳۲۹ با فروغ فرخزاد، نوه خاله مادرش که یازده سال از او کوچک‌تر بود، ازدواج کرد. آنها اهواز را برای زندگی مشترک انتخاب کردند. در ۲۹ خرداد ۱۳۳۱ پسرشان به نام کامیار متولد شد که فروغ در اشعار خود به او اشاره کرده، و شاپور نیز از «کامی» به عنوان نام مستعار وی استفاده می‌کرده‌است. کامیار شاپور ۲۵ تیر ۱۳۹۷ در سن ۶۶ سالگی درگذشت.

### فعالیت روزنامه‌نگاری
شاپور فعالیت روزنامه‌نگاری خود را در روزنامه‌های محلی خوزستان از زمانی آغاز کرد که در آنجا می‌زیست. از سال ۱۳۳۷ به بعد در مجله توفیق با اسم مستعار «کامی»، «کامیار» و «مهدخت» مطلب می‌نوشت. پس از آن در نشریه خوشه به سردبیری احمد شاملو که در دهه ۴۰ شمسی چاپ می‌شد، به فعالیت پرداخت.

### مرگ
پس از جدایی از فروغ، شاپور هرگز دوباره ازدواج نکرد و تا آخر عمر همراه با  پسرش کامیار و برادرش خسرو شاپور در یک خانه قدیمی زندگی می‌کرد. وی در ۶ تیر ۱۳۷۸ در بیمارستان عیوض زاده تهران بستری شد و سرانجام در سن ۷۶ سالگی در ساعت ۶ صبح ۱۵ مرداد درگذشت و در قطعه هنرمندان بهشت زهرا تهران به خاک سپرده شد.

### کاریکلماتور
کاریکلماتور کلمه‌ای ترکیب یافته از کاریکاتور و کلمات است که شاملو این نام را برای اولین بار بر برخی از نوشته‌های پرویز شاپور نهاد. تولد کاریکلماتور در ۲۱ خرداد ۱۳۴۶ در نشریه خوشه به سردبیری احمد شاملو بود.

### نمونه‌هایی از کاریکلماتورهای پرویز شاپور
- برای اینکه پشه‌ها بطورکامل ناامید نشوند، دستم را از پشه‌بند بیرون می‌گذارم.
- اگر بخواهم پرنده را محبوس کنم، قفسی به بزرگی آسمان می‌سازم.
- دلم به حال ماهی‌ها می‌سوزد چون هیچ‌کس اشکشان را نمی‌فهمد.
- وقتی عکس گل محمدی در آب افتاد، ماهی‌ها صلوات فرستادند.
- گربه بیش از دیگران در فکر آزادی پرندهٔ محبوس است.
- به یاد ندارم نابینایی به من تنه زده باشد.
- هر درخت پیر، صندلی جوانی می‌تواند باشد.
- به عقیده گیوتین، سر آدم زیادی است.
- روی همرفته زن و شوهر مهربانی هستند!
- غم، کلکسیون خنده‌ام را به سرقت برد.
- بلبل مرتاض، روی گل خاردار می‌نشیند!
- قطرهٔ باران، اقیانوس کوچکی است.
- قلبم پرجمعیت‌ترین شهر دنیاست.
- به نگاهم خوش آمدی.
- پایین آمدن درخت از گربه.
- زندگی بدون آب از گلوی ماهی پایین نمی‌رود.
- جارو، شکم خالی سطل زباله را پر می‌کند.
- فواره و قوه جاذبه از سربه سر گذاشتن هم سیر نمی‌شوند.
- باغبان وقتی دید باران قبول زحمت کرده، به آبپاش مرخصی داد.
- فاصله بین دو باران را سکوت ناودان پر می‌کند.
- فریاد زندگی در سکوت گورستان ته‌نشین می‌شود.
- همه مردم جهان به یک زبان سکوت می‌کنند.
- زبان هم فیلتر دارد.

## آثار
1. کاریکلماتور - انتشارات نمونه - ۱۳۵۰
2. کاریکلماتور ۲ - انتشارات بامداد - ۱۳۵۴
3. کاریکلماتور ۳ با نام «با گردباد می‌رقصم» - انتشارات مروارید - ۱۳۵۴
4. کاریکلماتور ۴ - انتشارات مروارید - ۱۳۵۶
5. کاریکلماتور ۵ - انتشارات پرستش - ۱۳۶۶
6. کاریکلماتور ۶ - انتشارات مروارید - ۱۳۷۶
7. کاریکلماتور ۷ با نام «به نگاهم خوش آمدی» - انتشارات گل‌آقا - ۱۳۷۸
8. کاریکلماتور ۸ با نام «پایین آمدن درخت از گربه» - انتشارات مروارید - ۱۳۸۲
9. موش و گربه عبید زاکانی با طرحهای پرویز شاپور انتشارات مروارید - ۱۳۵۲
10. فانتزی سنجاق قفلی - انتشارات پویش - ۱۳۵۵
11. تفریحنامه (طرح‌های مشترک بیژن اسدی پور و پرویز شاپور) - انتشارات مروارید - ۱۳۵۵
12. قلبم را با قلبت میزان می‌کنم (مجموعه کاریکلماتورها) - انتشارات مروارید - ۱۳۸۶

## پانوشت‌ها
1. ↑  «مردی که به بازی با کلمات عشق می‌ورزید». روزنامه ایران. بایگانی‌شده از اصلی در ۷ سپتامبر ۲۰۰۸. دریافت‌شده در ۱۷ مه ۲۰۰۸.
2. ↑  «پرویز شاپور حجم زیادی طرح و کاریکلماتور منتشرنشده دارد». ایسنا. دریافت‌شده در ۱۷ مه ۲۰۰۸.[پیوند مرده]
3. ↑  مریم زهدی. «'قلبم را چون جامه‌دانی کهنه در مخملی سبز می‌پیچم'؛ کامی، فرزند فروغ درگذشت». بی‌بی‌سی فارسی. دریافت‌شده در ۱۶ ژوئیه ۲۰۱۸.
4. ↑  پرویز شاپور در مصاحبه با مجله گل آقا می‌گوید که متولد قم است ولی شناسنامه وی در تهران گرفته شده‌است.  بایگانی‌شده  در ۲۷ سپتامبر ۲۰۰۷ توسط Wayback Machine
5. ↑  «یادی از پرویز شاپور آفریننده کاریکلماتور». دویچه‌وله فارسی.
6. ↑  «ایستاده در برابر فصلی سرد». روزنامه ابرار. بایگانی‌شده از اصلی در ۱۳ مارس ۲۰۱۳. دریافت‌شده در ۱۷ مه ۲۰۰۸.
7. ↑  «فروغ بی پایان». بی‌بی‌سی فارسی. دریافت‌شده در ۱۷ مه ۲۰۰۸.
8. ↑  ««کامیار شاپور» فرزند فروغ درگذشت». ایسنا. ۲۰۱۸-۰۷-۱۶. دریافت‌شده در ۲۰۱۸-۰۷-۱۷.
9. ↑  «کامیار شاپور فرزند فروغ فرخزاد درگذشت». کیهان لندن.